# Багрянов, Дмитрий Вячеславович
Дмитрий Вячеславович Багрянов (18 декабря 1967, Москва — 4 февраля 2015, там же) — советский и российский легкоатлет, специализирующийся в прыжках в длину. Чемпион Европы в помещении 1992 года. Участник летних Олимпийских игр 1992 года. Чемпион СССР 1991 года. Чемпион СНГ 1992 года. Чемпион России 1994 года. Чемпион России в помещении 1994 года.

## Биография
Дмитрий Вячеславович Багрянов родился 18 декабря 1967 года в Москве. 
Первоначально специализировался в беге на 400 метров с барьерами, в 21 год имел в этом виде личный рекорд 50,19. Затем Дмитрий переквалифицировался в прыгуна в длину, тренировался под руководством Вячеслава Фёдорович а Соколова. Выступал за ДСО «Спартак». В 1992 году на Олимпиаде в Барселоне занял 7 место. Завершил карьеру в 1997 году.
Умер 4 февраля 2015 года.

## Основные результаты

### Международные
| Год                  | Соревнования                 | Место проведения     | Место | Результат |
| СССР                 | СССР                         | СССР                 | СССР  | СССР      |
| -------------------- | ---------------------------- | -------------------- | ----- | --------- |
| 1991                 | Чемпионат мира в помещении   | Севилья, Испания     | 7     | 7,82 м    |
| 1991                 | Чемпионат мира               | Токио, Япония        | —     | NM        |
| Объединённая команда |                              |                      |       |           |
| 1992                 | Чемпионат Европы в помещении | Генуя, Италия        | 1     | 8,12 м    |
| 1992                 | Олимпийские игры             | Барселона, Испания   | 7     | 7,98 м    |
| Россия               |                              |                      |       |           |
| 1994                 | Чемпионат Европы в помещении | Париж, Франция       | 6     | 8,01 м    |
| 1994                 | Чемпионат Европы             | Хельсинки, Финляндия | 5     | 7,96 м    |

### Национальные
| Год  | Соревнования                 | Место проведения | Место | Результат |
| ---- | ---------------------------- | ---------------- | ----- | --------- |
| 1991 | Чемпионат СССР               |                  | 1     | 8,09 м    |
| 1992 | Чемпионат СНГ                |                  | 1     | 8,27 м    |
| 1994 | Чемпионат России в помещении | Липецк           | 1     | 8,10 м    |
| 1994 | Чемпионат России             | Санкт-Петербург  | 1     | 8,21 м    |
| 1995 | Чемпионат России             | Москва           | 3     | 8,18 м    |